# Маркуш Олександр Іванович
Олександр Іванович Маркуш (2 листопада 1891, м. Хуст — 27 жовтня 1971, там само) — український журналіст, етнограф, письменник.

## Життєпис
Народився в Хусті 2 листопада 1891 року в сім'ї залізничника й домогосподарки. Батька звали Іваном. Уже змалку Олександр виявився старанним, добре навчався в місцевій угорській початковій, а згодом у горожанській школах — інших шкіл просто не було у зв'язку з політикою мадяризації руського (українського) населення краю. Після закінчення горожанської школи вчився в Марамороській вчительській семінарії у Сиготі, де навчання також велося угорською мовою. Тут особливо виявилося його захоплення літературою, він багато читає класиків угорської, української, російської та західноєвропейської літератури в оригіналах і в перекладах. В останніх класах гімназії бере участь у роботі літературного гуртка, пробує писати вірші, замальовки, сміховинки зі студентського життя.
У 1910 році закінчує учительську семінарію й одержує направлення на роботу в початкову школу в Тячеві. Восени 1911 року одружився з донькою директора цієї школи Ганною Кубіні, з якою прожив у подружжі 60 років. В Олександра та Ганни Маркушів народилося троє дітей. З початком Першої світової війни мобілізований до війська. Служив у штабі армії, оскільки володів п'ятьма мовами. У 1917 році повернувся до праці в Тячівській початковій школі. Брав участь у роботі Всенародних зборів у Хусті, які 21 січня 1919 року проголосили про приєднання Закарпаття до України.

Уже в період Чехословаччини, із 1923 року, Олександр Маркуш працював інспектором Тячівського округу і з великим завзяттям поринув у сферу українського шкільництва:
«Одержимість О. Маркуша і значущість його зусиль на ниві української освіти і культури в дорадянський час (до 1944 р.) стануть більш зримими, якщо нагадати, що сам він навчався тільки в угорських школах, та, збагнувши кровні потреби трудящих, 1922 року екстерном склав іспит і одержав диплом викладача української мови, взявся за підготовку читанок та підручників рідною для верховинців мовою».
Також протягом 1922—1939 років Олександр Маркуш видавав український молодіжний журнал «Наш рідний край», у якому знайшло вираження його захоплення історією рідної землі, а також фольклором та етнографією. Завдяки тому, що Олександр Маркуш товаришував із класиком української етнології і дослідником Закарпаття Володимиром Гнатюком, журнал активно публікував розвідки цього вченого.
У березні 1939 року, коли угорські фашисти окупували Закарпаття, Олександра Маркуша звільняють з роботи, заарештовують, відправляють до концтабору у селі Крива. Там в'язня угорці поселили в конюшні разом зі ще одним ув'язненим — відомим українським журналістом і письменником Василем Ґренджою-Донським; згодом переводять до тюрми Ворюлопош в Угорщині. На захист О. Маркуша із письмовим зверненням до угорської адміністрації виступили 480 учителів Тячівщини і згодом письменника випустили під суворий жандармський нагляд. Але йому мстилися за українську позицію — бібліотеку О. Маркуша угорці привселюдно спалили в центрі Тячева. Довгий час Маркуш перебував без роботи: щоб вижити, займався перекладами з угорської. Він перебирається в Хуст, до сина. Розрадою в ці важкі часи стала художня творчість. 
Не було легше письменнику та видавцю і за радянської влади: його звинувачували в українському націоналізмі, обмеженому світогляді й виданні «буржуазного журнальчика» — часопису «Наш рідний край». У перші 10 років радянської влади Олександр Маркуш був штучно витіснений з літературно-культурного життя й зазнавав утисків. Він змушений був працювати бухгалтером райзаготконтори, звідки й пішов на пенсію.
Восени 1971 року Спілка письменників готувалася урочисто відзначити 80-ліття О. Маркуша як визначного українського письменника, але він не дожив до ювілею 5 днів. Помер 27 жовтня 1971 року. Похований у Хусті на кладовищі, що на Замковій горі.

## Педагогічна діяльність
Як інспектор шкіл Тячівського округу Олександр Маркуш відвідав усі його школи. Добирався туди потягом і власним старим велосипедом, який отримав у подарунок від тестя. Відстоюючи право українців навчатися рідною мовою, він визнавав таке право і за національними меншинами краю, але спонукав їх до вивчення української мови — видав підручник української мови для угорських шкіл «Руська бесіда» (1932), спільно з відомим українським освітнім і політичним діячем краю, майбутнім прем'єр-міністром Карпатської України Юліяном Реваєм уклав українсько-угорський термінологічний словник під назвою «Русько-мадярська термінологія», брав участь у складанні підручника для румунських шкіл.
Написав більше 20 підручників. Серед них — «Буквар» (1923); географія: «По рідному краї» (у співавторстві з М. Шпіцером), «Краєзнавство», «Світ», «Отчина»; біології — «По всіх царствах природи» (1932); граматики «Живе слово», «Бесіда», «Рідне слово»; читанки з географії та історії «Нова Європа», «Далеким світом», «Чужі краї — чужі люди» (1932), «Старовинні замки Підкарпаття» та інші.
Олександр Маркуш також був методистом науки про навчання і виховання — педагогіки. Він написав до 150 наукових розвідок у цій сфері. Розробив тексти присяги молодого вчителя, який вручали усім педагогам при вступі на роботу. Велику увагу приділяв художній творчості як дітей, так і учнів — багаторазово приїжджав своїм велосипедом із Тячева до села Нересниця на репетицію хору вчителів Тячівщини, до якого входило 45 педагогів. Під керівництвом О. Маркуша вчителі та учні сіл Новоселиця і Широкий Луг поставили п'єси «Наталка Полтавка» та «Коза-дереза».

## Творча діяльність
Уже 13 грудня 1913 р. у газеті «Pesti hirlap» Олександр Маркуш опублікував свою статтю із осудом угорської колоніальної політики на Закарпатті. В одній зі своїх ранніх публікацій він писав: «Добрий патріот є той, хто працює».
Окрім того, що О. Маркуш із 1922 по 1939 роки видавав і редагував журнал «Наш рідний край», він займався збиранням народної творчості, зокрема видав «Підкарпатські народні казки». Саме завдяки йому, як організатору вказаного журналу і його коректору, в часописі було зібрано та опубліковано 500 народних казок, 250 легенд і переказів, 300 етнографічних записів, 2300 народних пісень.
У 1921 році Олександр Маркуш розпочав свою літературну діяльність, друкуючи власні оповідання в різних газетах, альманахах, календарях. Важливе місце у його творчості того часу займали фейлетони, в яких висміював денаціоналізаторську політику угорської і чеської влади на Закарпатті, засуджував русофілів. Соціальна тема для письменника була головною, він облюбував жанр соціально-психологічного оповідання і постійно піднімав морально-етичні проблеми. Саме через це творчість Олександра Маркуша порівнювали з творчістю видатного українського письменника Михайла Коцюбинського, молдовського письменника Йона Друце, Перша збірка Олександра Маркуша «Виміряли землю» вийшла друком у 1925 р. У вересні 1938 р. у Тячівському міському кінотеатрі урочисто відзначили 30-ліття літературної творчості О. Маркуша. У 1941 р. написав збірку «Ірину засватали», у 1943 р. — «Коровку гнали».

У 1955 вступив до Спілки письменників УРСР. Творче піднесення Олександра Маркуша почалося наприкінці 1950-х років. Цьому посприяла як зміна політики влади щодо старої західноукраїнської інтелігенції після смерті Сталіна, так і підтримка письменника з боку його колег — Петра Панча, Івана Чендея (тоді очолював Закарпатську обласну організацію Спілки письменників), Олеся Гончара. Тож у 1956 р. виходять друком «Марамороські оповідання» Олександра Маркуша, у 1961 р. — «Мрійники», у 1963 р. — «Лист до матері», у 1966 р. — «Світанок Тисі усміхнувся». Останню збірку, як згадував її упорядник Василь Поп, вдалося видати з безпосередньою допомогою Олеся Гончара, котрий допоміг здолати лабіринти радянської бюрократії. «Світанок Тисі усміхнувся» висунули на здобуття Державної премії імені Тараса Шевченка, а гонорари суттєво поліпшили матеріальне становище сім'ї письменника. У 1971 р. вийшла друком збірка Олександра Маркуша «Юлина». Лаконічну і виразну характеристику літературному стилю Олександра Маркуша подав український письменник Михайло Стельмах:
«Простіше простого і зміст, і образи, і мова письменника, але це та незвична простота, що йде від внутрішнього світу образу й від прекрасного знання мови. Перед нами з досконалою достовірністю розкриваються одна за одною картини закарпатського села, вирисовуються характери трудівників землі…, розкриваються глибини і мілководдя людської душі».
Твори Олександра Маркуша в останні роки його життя видавали, крім рідної української, також у перекладах німецькою, російською, румунською, словацькою, угорською та чеською мовами. Сам письменник також перекладав з угорської мови твори Кальмана Міксата, Гейзи Гардоні, Ференца Герцега, Мора Йокаї та інших.

## Вшанування
У Хусті встановили пам'ятник-погруддя О. Маркушу  біля місцевого музею, а його іменем названа вулиця, де він жив.
У Тячеві ім'ям Олександра Маркуша назвали вулицю, що неподалік овочевого ринку.

## Видання творів
- Маркуш Олександр. Юлина : повість, оповідання / упоряд., підг.  текстів, післям. В. С. Попа; худ. М. Митрик / — Ужгород : Карпати, 1971 — 160 с., іл.
- Маркуш Олександр. Гомін Тиси : повісті Юлина, Мрійники, оповідання — Київ :  Дніпро, 1991 - 416 с. іл.